# Koalíció
A koalíció latin eredetű szó, szövetséget, (politikai) egyesülést jelent.

## Pártkoalíció
A politikai nyelvben használatos a pártok és/vagy mozgalmak olyan együttműködésének jelzésére, amelyben önállóságukat (legalább formailag) megtartják.

## Koalíciós kormány
A többpártrendszerű parlamenti demokráciában jellemzően koalíciós kormányok jönnek létre annak következtében, hogy egyetlen párt ritkán szerzi meg egyedül  a biztonságos  kormányzáshoz szükséges mennyiségű mandátumot. Az ilyen kormány vezetőjét „koalíciós kormányfőnek” szokták nevezni.  Ha a koalícióban részt vevő pártok hasonló politikai beállítottságúak, kiskoalícióról, ha pedig az adott politikai rendszer két vagy több legnagyobb pártját foglalják magukba, nagykoalícióról beszélünk. A „nagykoalícióhoz” hasonló volt az ún. népfront-kormány, amely az antifasiszta összefogás jegyében jött létre Franciaországban az 1930-as években Léon Blum vezetésével. Nagykoalíció volt Ausztriában az 1990-es évek elején az osztrák Néppárt és a Szociáldemokrata Párt között.

## Koalíciós kormányok Magyarországon 1990 óta
- 1990–1993: Antall-kormány (MDF, FKGP, KDNP)
- 1993–1994: Boross-kormány (MDF, FKGP, KDNP)
- 1994–1998: Horn-kormány (MSZP, SZDSZ)
- 1998–2002: Orbán-kormány (FIDESZ, FKGP, MDF)
- 2002–2004: Medgyessy-kormány (MSZP, SZDSZ)
- 2004–2006: Gyurcsány-kormány (MSZP, SZDSZ)
- 2006–2008: Gyurcsány-kormány (MSZP, SZDSZ)
- 2010–2014: Orbán-kormány (FIDESZ, KDNP)
- 2014–2018: Orbán-kormány (FIDESZ, KDNP)
- 2018–2022: Orbán-kormány (FIDESZ, KDNP)